# Хонда Такуя
Хонда Такуя (яп. 本田 拓也, нар. 17 квітня 1985, Канаґава) — японський футболіст.

## Виступи за збірну
2011 року дебютував в офіційних матчах у складі національної збірної Японії. Відтоді провів у формі головної команди країни 2 матчі.

## Статистика виступів
| Збірна Японії | Збірна Японії | Збірна Японії |
| Роки          | Ігри          | голи          |
| ------------- | ------------- | ------------- |
| 2011          | 2             | 0             |
| Усього        | 2             | 0             |

## Титули і досягнення
- У складі збірної:
  - Чемпіон Азії: 2011
- Клубні:
  - Володар Кубка Джей-ліги: 2011, 2012